# 突尼西亞國家男子排球隊
突尼西亞國家男子排球隊是突尼斯的國家男子排球隊，是非洲地区的排球强队之一。非洲锦标赛的十次获胜者（1967年，1971年，1979年，1987年，1995年，1997年，1999年，2003年，2017年，2019年，2021年）。突尼斯男子排球队曾参加过六届奥林匹克运动会，表现最好的一届是1984年洛杉矶奥运的第九名。

## 外部連結
- Official website
- FIVB profile （页面存档备份，存于）